# Bianca Caterina Bizzarri
Bianca Caterina Bizzarri (Adria, 18 marzo 1967) è una giornalista italiana.

## Biografia
Giornalista professionista dal 13 settembre 1996, Caterina Bizzarri dopo la laurea in scienze politiche nel 1990 collaborò con emittenti locali regionali della Toscana come redattrice e conduttrice delle edizioni del telegiornale locale.
Dal 4 settembre 2000 è redattrice della cronaca, prima a TMC2 conducendo anche il Flash, e poi a LA7.
Dal 4 febbraio 2013 al 14 giugno 2018 ha condotto TG LA7 Cronache, trasmissione curata dalla redazione del telegiornale diretto da Enrico Mentana che trattava esclusivamente fatti di cronaca (come si evince dal titolo del programma).

## Vita privata
È sposata dal 29 settembre 2018 con Luca Speciale, anch'egli giornalista di LA7.